# Estádio Perilo Teixeira
O Estádio Municipal Doutor Perilo Teixeira, também conhecido pelos torcedores e imprensa como Perilão, é um estádio de futebol localizado na cidade de Itapipoca, no interior do estado do Ceará. Foi inaugurado no dia 31 de agosto de 1993, e tem uma capacidade máxima para mais de 10.000 espectadores. O estádio é palco de jogos válidos pelo Campeonato Cearense de Futebol, e é utilizado pelo Itapipoca Esporte Clube.